# Ringgold (Luisiana)
Ringgold é uma cidade  localizada no estado americano de Luisiana, na Paróquia de Bienville.

## Demografia
Segundo o censo americano de 2000, a sua população era de 1660 habitantes.
Em 2006, foi estimada uma população de 1565, um decréscimo de 95 (-5.7%).

## Geografia
De acordo com o United States Census Bureau tem uma área de
6,0 km², dos quais 6,0 km² cobertos por terra e 0,0 km² cobertos por água. Ringgold localiza-se a aproximadamente 85 m acima do nível do mar.

## Localidades na vizinhança
O diagrama seguinte representa as localidades num raio de 24 km ao redor de Ringgold.